# Cartes du Diable
Les cartes du Diable sont des affleurements granitiques gravés situés à Piriac-sur-Mer, dans le département de la Loire-Atlantique (France).

## Description
Le site des cartes du Diable s'étend près du hameau de Saint-Sébastien, à l'ouest de Piriac-sur-Mer, sur un terrain privé. Il s'agit d'un affleurement granitique comportant de nombreuses gravures, peu visibles à l'œil nu, principalement des croix associées à des formes géométriques et des cupules.

## Historique
L'époque de la création des gravures n'est pas connue : auparavant attribuée à la période préhistorique, par similitude avec les monuments mégalithiques de la région, l'étude des pierres du Meniscoul — roches gravées de même provenance, mais déplacées par la suite — indique que les gravures pourraient plutôt dater du XVIe au XIXe siècle.
Le site est étudié en 1873. Les pierres de Meniscoul sont déplacées à peu près à la même époque dans le jardin de la mairie de Piriac-sur-Mer,. Une deuxième étude a lieu en 1977.
Le site est inscrit au titre des monuments historiques en 2006.
En 2015, le lieu est à nouveau fouillé : les affleurement sont débroussaillées puis étudiés par photogrammétrie.